# Prays oleae
Prays oleae (tên tiếng Anh: Bướm đêm olive) là một loài bướm đêm thuộc họ Yponomeutidae. Nó được tìm thấy ở Nam Âu (Địa Trung Hải Region) và Bắc Phi.
Sải cánh dài 11–15 mm.

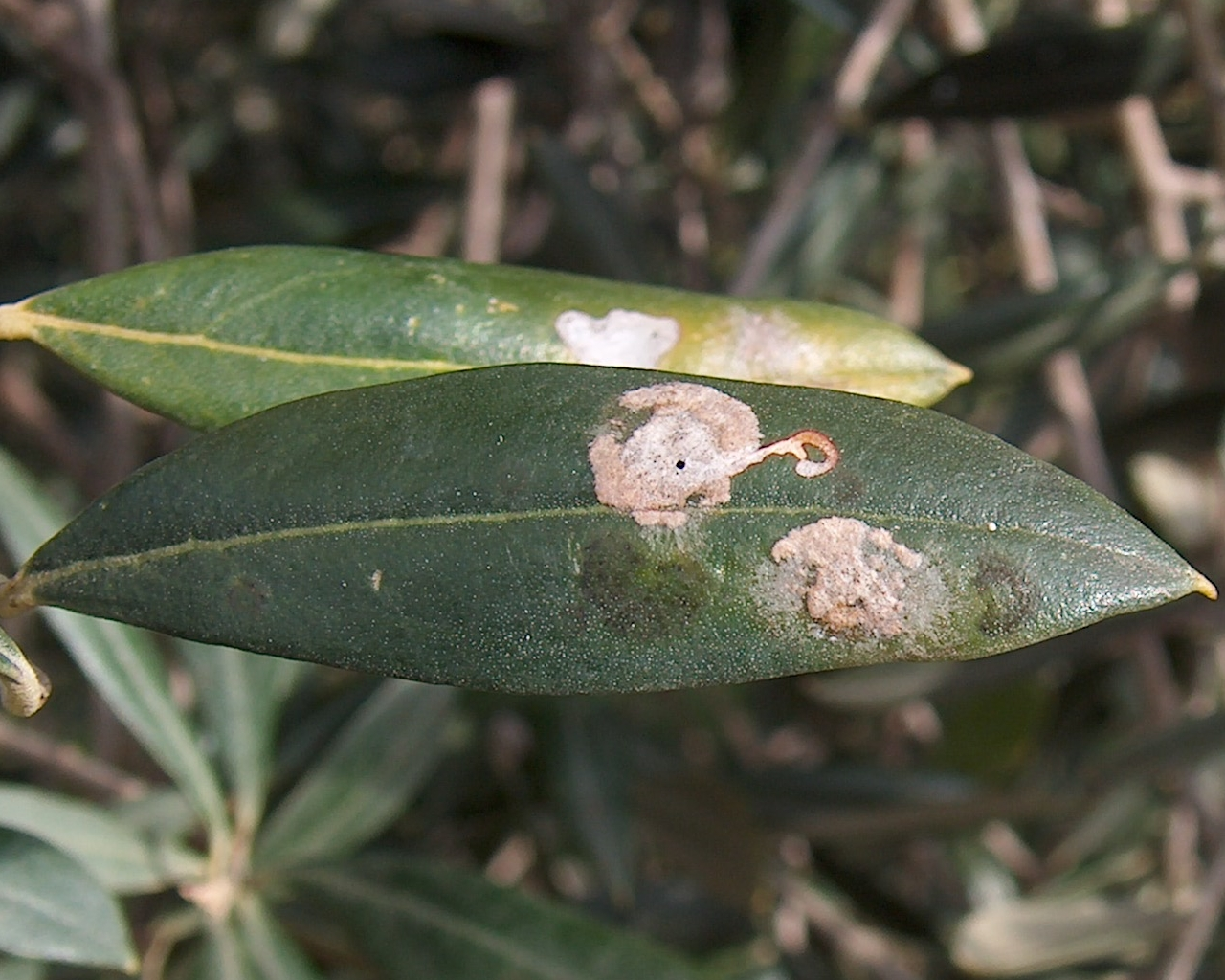
Lá cuốn bởi ấu trùng Prays oleae

The larvae are a pest on Olea europaea. Các loại cây thực phẩm được ghi nhận khác gồm có Phillyrea, Jasmine và Ligustrum. Chúng ăn lá nơi chúng làm tổ. 

## Hình ảnh

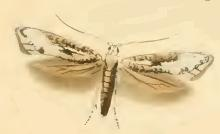
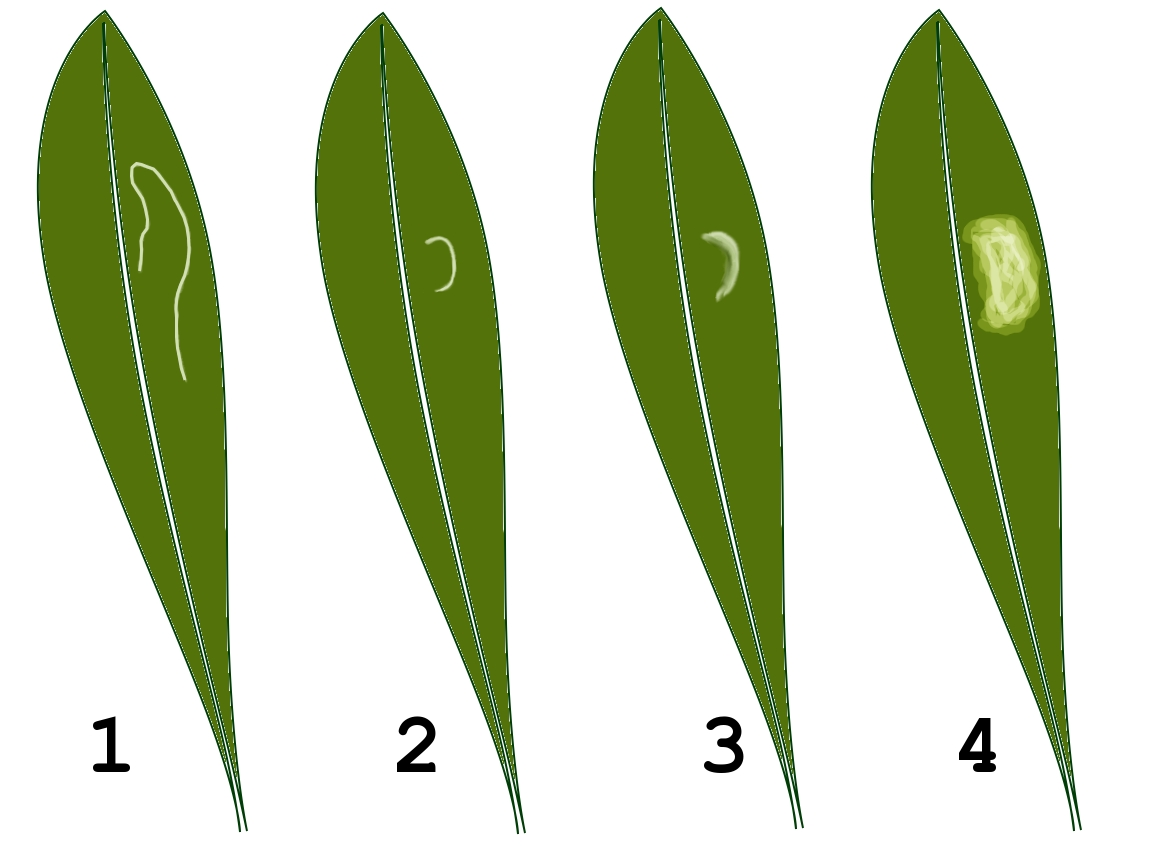
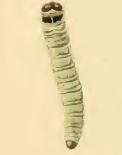
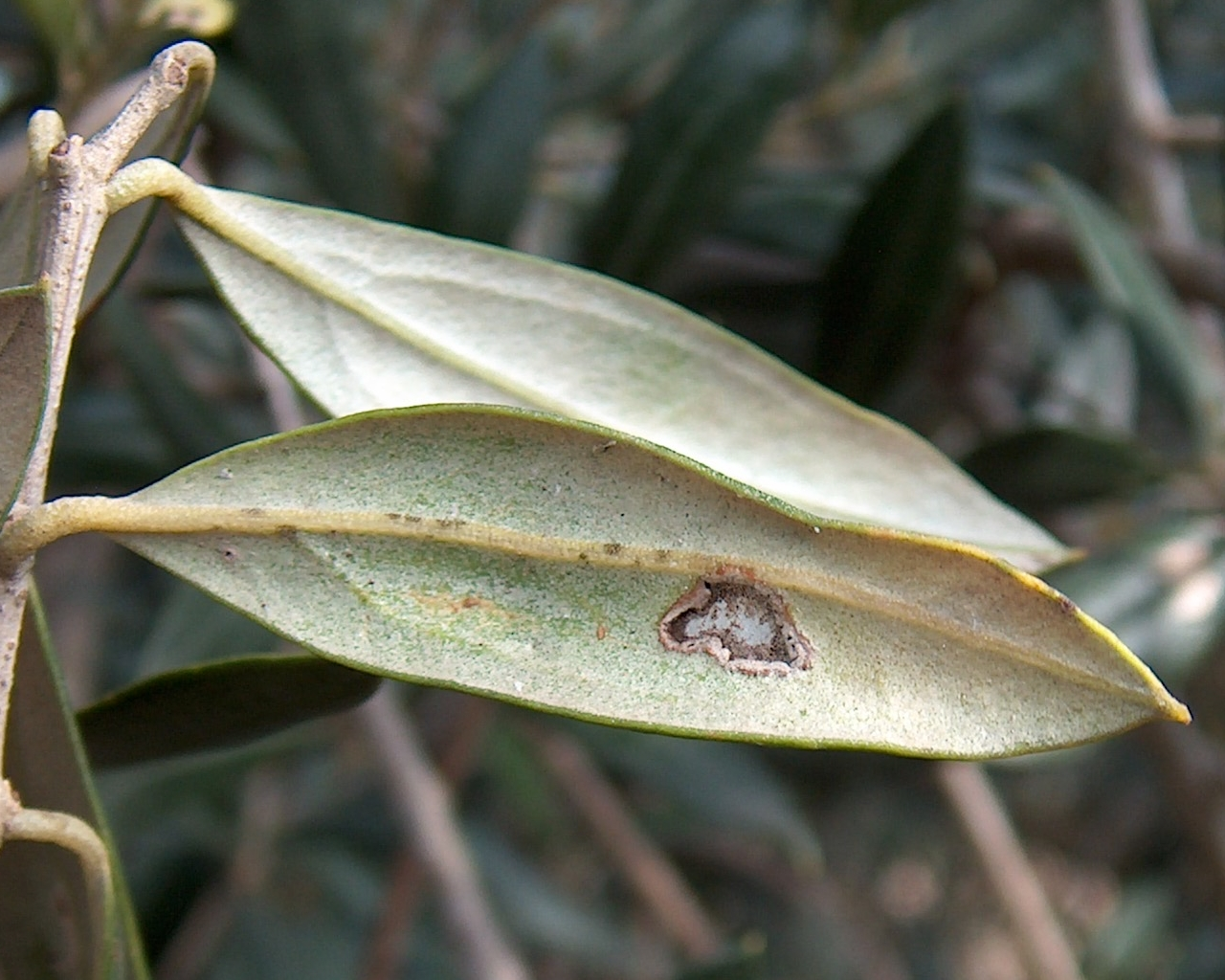